# Ichneumon mandarinus
Ichneumon mandarinus är en stekelart som beskrevs av Kokujev 1909. Ichneumon mandarinus ingår i släktet Ichneumon och familjen brokparasitsteklar. Inga underarter finns listade i Catalogue of Life.